# Liste der Autobahnen in Bahrain
Diese Liste zeigt die Straßen in Bahrain auf. Die Fernverkehrsstraßen haben keine Nummern, sondern nur Bezeichnungen.

## Autobahnen
| Kurz | Name                              | Verlauf                     | Länge |
| ---- | --------------------------------- | --------------------------- | ----- |
|      | Eastern Arterial                  | Manama – Zallaq             | 14 km |
|      | Sheikh Isa Bin Salman Highway     | King Fahd Causeway - Manama | 29 km |
|      | Sheikh Khalifa Bin Salman Highway | Manama – Manama             | 9 km  |
|      | King Hamad Highway                | Askar – Durrat Al Bahrain   | 28 km |